# Calle 110 (Manhattan)

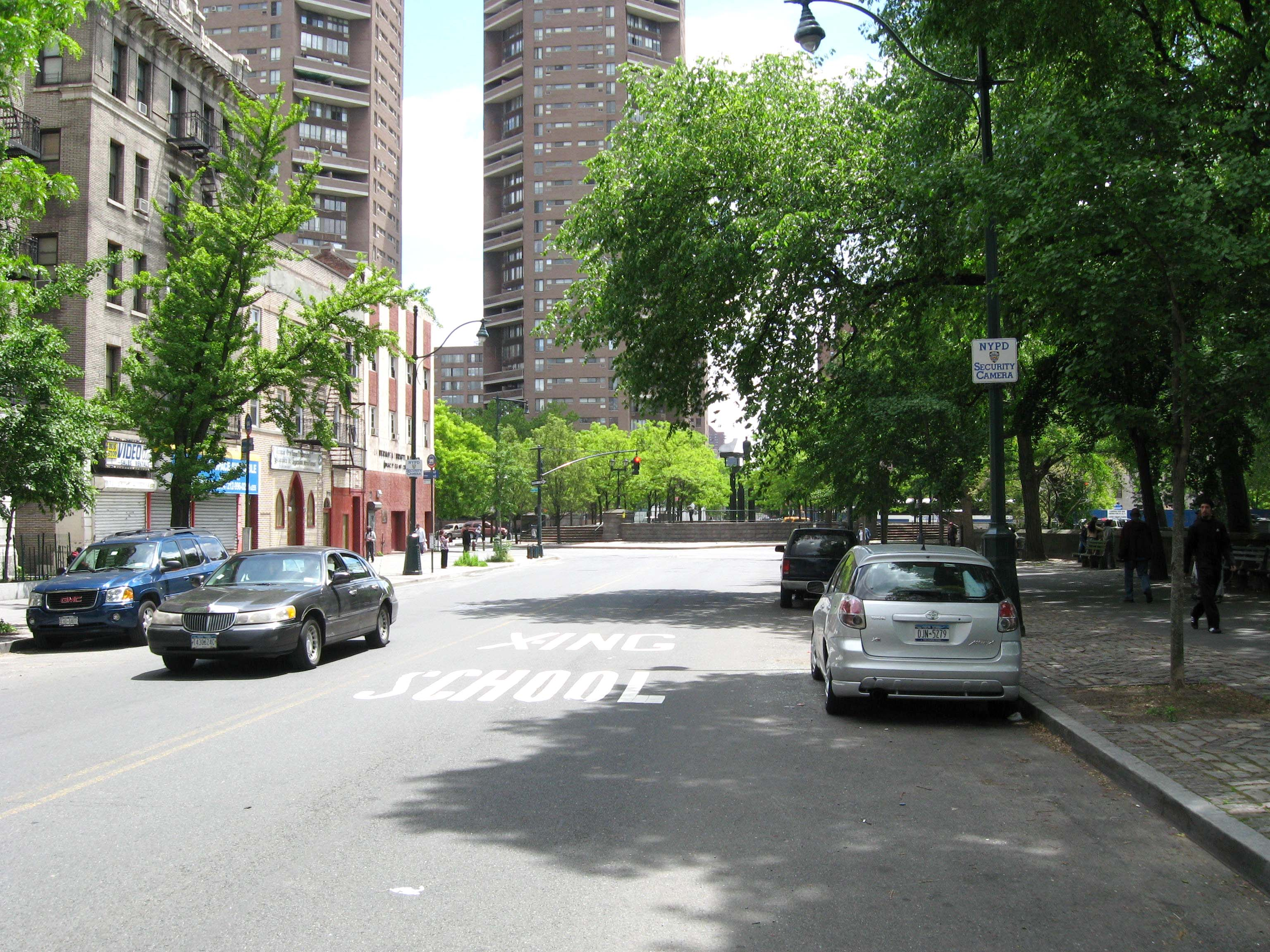
Central Park North and Fifth.

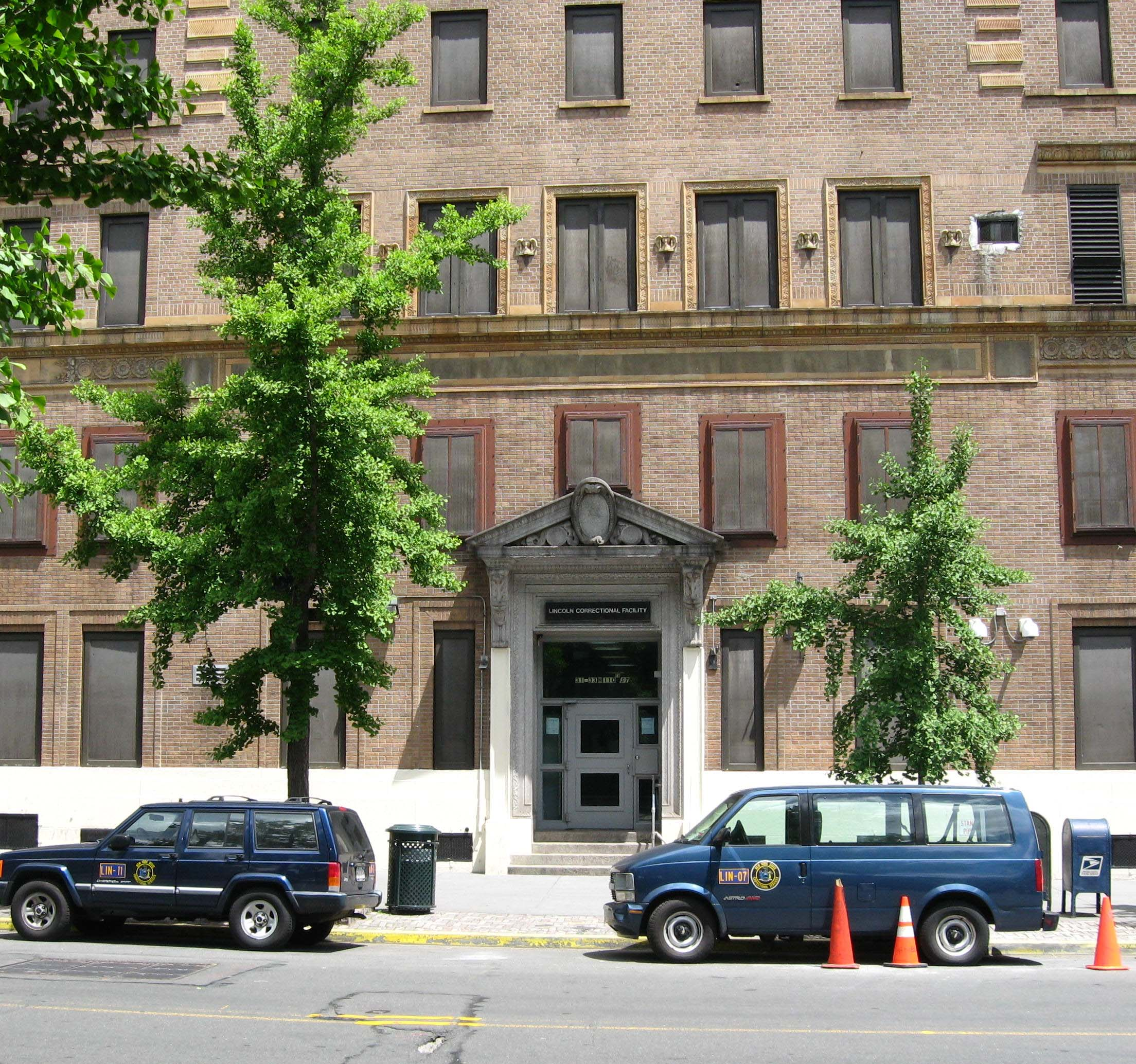
Lincoln Correctional Facility.

La calle 110 es una calle en el distrito de Manhattan, ciudad de Nueva York . Es comúnmente conocida como los límites entre Harlem y Central Park, e igualmente conocida como Central Park North. En el oeste, es conocida como Cathedral Parkway. 
La calle 110 es una calle en sentido este entre la Primera Avenida y la avenida Madison. La pequeña sección entre la avenida Madison y la Quinta Avenida es en sentido oeste. Al oeste de la Quinta Avenida, la calle se ensancha para acomodarse al tráfico del mismo sentido.

## Residentes famosos
George Gershwin vivió en un apartamento localizado en la esquina norte de la calle 110 y la Avenida Ámsterdam, donde el compuso su pieza seminal: Rhapsody in Blue.